# Wyższa Szkoła – Edukacja w Sporcie w Warszawie
Wyższa Szkoła Edukacja w Sporcie – niepubliczna uczelnia akademicka, prowadząca sportowe studia licencjackie i magisterskie w zakresie nauk o sporcie, kulturze fizycznej, turystyce i rekreacji. Studia sportowe w EWS bazują na autorskim programie pracowników  EWS. Uczelnia oferuje też podyplomowe studia sportowe oraz kursy instruktorskie. W 2005 i 2006 roku otrzymała tytuły Uczelni Przyjaznej Studentom oraz w 2006 roku zajęła 1 miejsce w ogólnopolskim rankingu zawodowych uczelni sportowych.
Siedziba szkoły mieści się w Warszawie przy ulicy Jagiellońska 88. Zamiejscowe obiekty uczelni znajdują się na wrocławskim Biskupinie i w Bielsku-Białej. Pozwolenie na działalność otrzymała 9 września 2002 roku i jest wpisana pod numerem 111 rejestru niepaństwowych uczelni zawodowych Ministerstwa Nauki i Szkolnictwa Wyższego.

## Władze Uczelni
- Rektor – prof. WSEWS dr Jacek Dembiński
- Kanclerz – prof. WSEWS Marek Rybiński
- Prorektor ds. nauczania i studentów – prof. WSEWS dr Czesława Tukiendorf
- Prorektor ds. rozwoju uczelni – prof. WSEWS Maciej Słowak
- Prorektor ds. rozwoju naukowego i wydawnictw – prof. WSEWS  dr Sławomir Wilk
- Dyrektor Instytutu w Warszawie – mgr Agnieszka Modzelewska
- Dyrektor Instytutu w Bielsku-Białej – mgr inż. Sylwia Wielogórska-Kowaluk

## Historia Uczelni
- wrzesień 2002 – wpis do rejestru niepaństwowych szkół wyższych, rozpoczęcie działalności pod adresem ul. Powązkowska 59 (ob. Waldorffa 41)
- październik 2002 – I inauguracja roku akademickiego (z Orkiestrą Reprezentacyjną Warszawskiej Policji)
- listopad 2002 – uczelnia współorganizuje V Bemowski Wielobój Przedszkolaków
- październik 2003 – II inauguracja roku akademickiego (z gościem specjalnym - Otylią Jędrzejczak)
- listopad 2003 – uczelnia współorganizuje VI Bemowski Wielobój Przedszkolaków
- wrzesień 2004 – otwarcie Zamiejscowego Instytutu Sportu i Rekreacji we Wrocławiu
- Październik 2004 – III inauguracja roku akademickiego (z gościem specjalnym – prof. dr hab. Markiem Zatoniem)
- listopad 2004 – uczelnia współorganizuje VII Bemowski Wielobój Przedszkolaków
- wrzesień 2005 – uczelnia współorganizuje I edycję biegu RUN WARSAW (160 studentów EWS zatrudnionych przez Nike Polska)
- październik 2005 – III inauguracja roku akademickiego oraz przyznanie Nagrody Przyjaciela WS EWS dla Anny Zawiszy
- listopad 2005 – zakończona pozytywnie kontrola i ocena działalności przez Państwową Komisję Akredytacyjną
- listopad 2005 – uczelnia współorganizuje VIII Bemowski Wielobój Przedszkolaków
- marzec 2006 – uczelnia współorganizuje I edycję Półmaratonu Warszawskiego
- czerwiec 2006 – uczelnia zajmuje I miejsce w ogólnopolskim rankingu zawodowych uczelni sportowych
- sierpień 2006 – uczelnia współorganizuje III Międzynarodowy Mityng Lekkoatletyczny Pedro's Cup (stadion Orła w Warszawie)
- wrzesień 2006 – uczelnia współorganizuje II edycję biegu RUN WARSAW (200 studentów EWS zatrudnionych przez Nike Polska)
- październik 2006 – IV inauguracja roku akademickiego oraz przyznanie Nagrody Przyjaciela WS EWS dla Antoniego Piechniczka
- październik 2006 – uczelnia współorganizuje hokejowy Turniej Wschodzących Gwiazd żaków pod patronatem Krzysztofa Oliwy i Mariusza Czerkawskiego
- październik - listopad 2006 – uczelnia organizuje dwie międzynarodowe konferencje metodyczno-szkoleniowe z udziałem wybitnych trenerów m.in. Antoniego Piechniczka
- listopad 2006 – uczelnia współorganizuje IX Bemowski Wielobój Przedszkolaków
- styczeń 2007 – stypendia Ministra za wybitne osiągnięcia w sporcie w wysokości 1300 zł miesięcznie uzyskało pięciu studentów: Małgorzata Trybańska - skok w dal, Maciej Górski - karate wszechstylowe, Karolina Graczyk - boks, Michał Łukasiak - skok w dal, Sebastian Zając - wushu
- grudzień 2008 - otwarcie Zamiejscowego Instytut Sportu i Rekreacji w Wiśle
- 2013- uczelnia podpisała porozumienie z uczelniami na Ukrainie w celu wymiany studenckiej.
- 2014- uczelnia prowadzi specjalistyczne studia podyplomowe z zakresu integracji sensorycznej w Centrum Integracji Sensorycznej[1]

## Kształcenie
Uczelnia daje możliwość podjęcia studiów pierwszego i drugiego stopnia na kierunku wychowanie fizyczne w specjalności menedżersko-trenerskiej. Dodatkowo studenci mają możliwość zdobyć uprawnienia nauczycielskie, a także zawodowe takie, jak: instruktor sportu, instruktor rekreacji oraz trener II klasy wybranych dyscyplin sportowych, menedżer sportu, menedżer imprez sportowych, wychowawca i opiekun kolonijny.
Szkoła również w programie studiów oferuje wiele dyscyplin sportowych takich jak: lekka atletyka, gimnastyka, piłka koszykowa, piłka siatkowa, piłka nożna, piłka ręczna, fitness, kulturystyka, korfball, squash, golf, baseball, atletyka terenowa, pływanie, narciarstwo wodne, kajakarstwo, kolarstwo, narciarstwo zjazdowe, narciarstwo biegowe, snowboard, sporty walki, włączonych często w program obozów letnich jak i zimowych.

## Studia dla sportowców
Uczelnia jako pierwsza uczelnia sportowa w Polsce wprowadziła całkowicie indywidualną organizację studiów (IOS). Student sportowiec może uczyć się w rytmie odpowiadającym swoim potrzebom i możliwościom. Sam ustala (w porozumieniu z Dyrektorem Instytutu) terminy odbywania zajęć, zaliczeń i egzaminów. Studia może zakończyć w ciągu trzech lat, ale może rozłożyć je w czasie. 
Studia w ramach IOS dają szansę wyboru przedmiotów w kolejnych semestrach i latach studiów, uzależniając terminowość zaliczeń semestrów oraz ukończenia Uczelni – od indywidualnych potrzeb i możliwości studenta. 
Wysokość opłat za naukę pozostaje bez zmian i jest na poziomie wysokości czesnego na studiach dziennych. Opłaty za naukę na kolejnych semestrach, po zakończeniu trzech lat studiów, są uzależnione od liczby przedmiotów wymaganych do uzyskania absolutorium. 
Najważniejsze zasady studiowania w ramach IOS:
- IOS jest przeznaczona głównie dla studentów uprawiających sport wyczynowy.
- W wyjątkowych sytuacjach indywidualna organizacja studiów może być przyznana studentom zatrudnionym w zawodach wymagających pracy w nienormowanym czasie.
- Wnioski o przyznanie IOS składane są do końca września i w trybie pilnym rozpatrywane przez dyrektora Instytutu w konsultacji z opiekunem IOS.
- Studia odbywane zgodnie z IOS są rozłożone w czasie i mogą trwać dłużej – dopuszcza się przedłużenie czasu studiów do 5 lat.

## Dodatkowa działalność
Dodatkowymi polami aktywności uczelni oprócz kształcenia kadr kultury fizycznej są:
- organizacja kolonii i obozów dla dzieci i młodzieży
- organizacja konferencji naukowych oraz metodyczno-szkoleniowych
- aktywizacja sportowych klubów osiedlowych
- współorganizacja imprez sportowych takich jak:

1. Olimpiada Przedszkolaków
2. Gwiazda dla dzieci
3. Nike Run Warsaw
4. Maraton Warszawski
5. Pedro’s Cup
6. OrlenMarathon.

## Kursy specjalistyczne
Wyższa Szkoła Edukacja w Sporcie prowadzi specjalistyczne kursy instruktorskie, menadżerskie i trenerskie w zakresie:
- instruktor kulturystyki
- instruktor pływania
- instruktor fitness (aerobiku)
- instruktor piłki nożnej
- instruktor piłki siatkowej
- instruktor narciarstwa
- instruktor snowboardu
- instruktor tańca sportowego
- instruktor koszykówki
- instruktor piłki ręcznej
- instruktor lekkiej atletyki
- instruktor gimnastyki
- instruktor baseballa
- instruktor boksu
- instruktor judo
- instruktor karate
- instruktor samoobrony
- menedżer  imprez sportowych
- menedżer  sportu
- trener drugiej klasy piłki nożnej
- wychowawca kolonijny
- dziennikarz sportowy.